# Wilsecker Tunnel
Der Wilsecker Tunnel ist mit 1268 Metern der längste Tunnel auf der hier eingleisigen Eifelstrecke in Rheinland-Pfalz. Er ist zwischen Streckenkilometer 127 und 129 auf dem Streckenabschnitt zwischen Kyllburg und Bitburg im Eifelkreis Bitburg-Prüm gelegen.
Mit seinen um 1870 erbauten Portalen, dem Nord- und Südportal, gehört der Wilsecker Tunnel zu den Kulturdenkmälern des Eifelkreises Bitburg-Prüm.
Das Nordportal befindet sich südlich der Stadt Kyllburg. Der lange Tunnel führt dann südwärts unter dem Ort Wilsecker durch. Das Südportal vor dem Bahnhof Bitburg-Erdorf gehört noch zur Gemarkung Wilsecker.
Am frühen Morgen des 1. Juni 2018 entgleiste der RE12/RE22 am Ausgang des Südportals. Dort hatte sich durch ein Unwetter mit anschließender Überflutung der Bahnstrecke eine Geröllhalde gebildet, auf die der Zug auffuhr. Da der Personenzug leer war, kam niemand zu Schaden und der Lokführer kam mit einem Schrecken davon.